# 아스트라한현

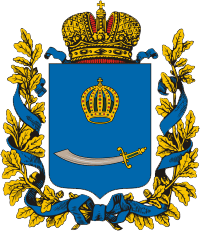
아스트라한현의 문장

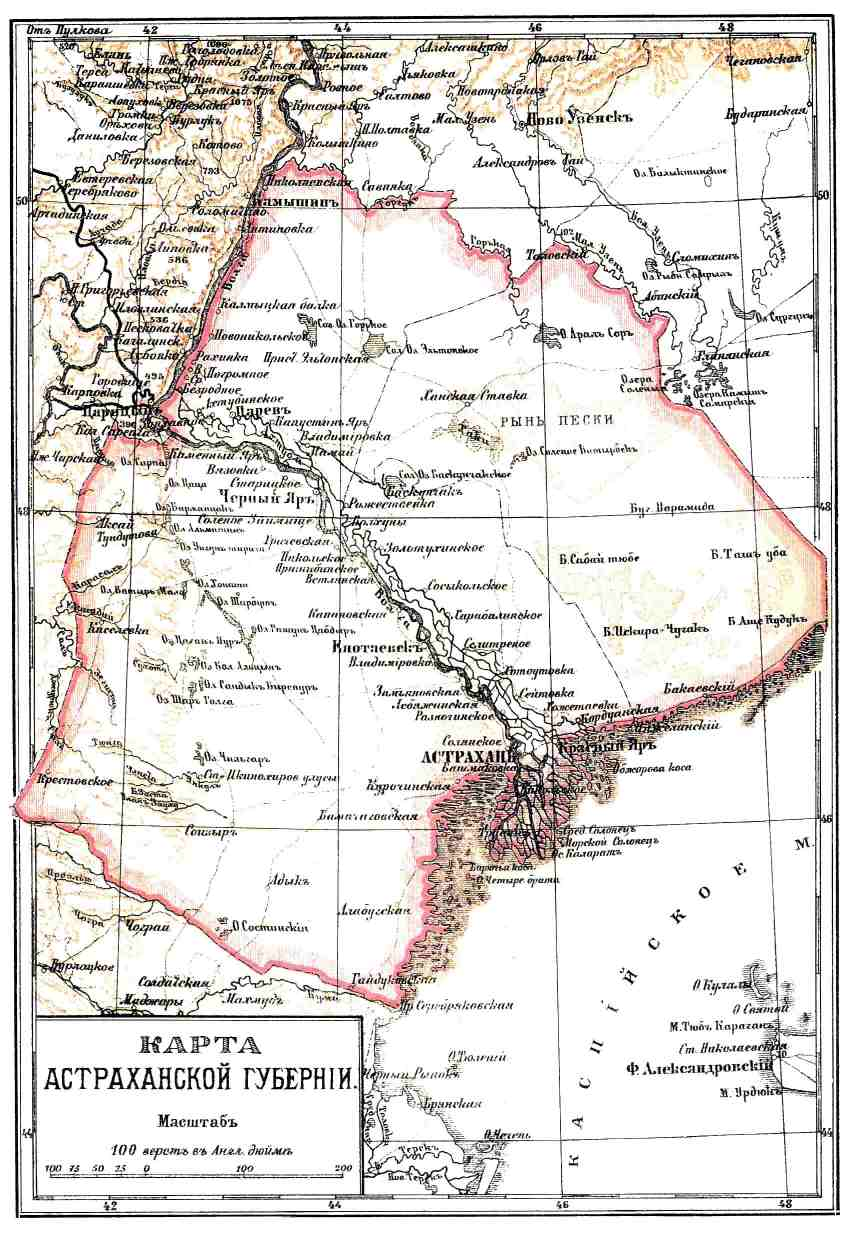
아스트라한현의 지도

아스트라한현(러시아어: Астраханская губерния)은 1717년부터 1928년까지 존재했던 러시아 제국의 현으로 현도는 아스트라한이며 면적은 235,786km2, 인구는 1,003,542명(1897년 당시 기준)이다. 현재의 러시아 아스트라한주에 걸쳐 있었다.

## 같이 보기
- 아스트라한주